# カルロス・バッカ
カルロス・アルトゥーロ・バッカ・アウマダ（Carlos Arturo Bacca Ahumada、 1986年9月8日 - ）は、コロンビア・プエルト・コロンビア出身のサッカー選手。アトレティコ・ジュニオール所属。元コロンビア代表。ポジションはFW(CF)。

## 経歴

### クラブ

#### コロンビア
1986年9月8日、コロンビアプエルトに生まれた。バッカは、20歳までバス運転手の補佐として働きながらアトレティコ・ジュニオールの2軍的位置づけにある2部のバランキヤFC（en）でキャリアを始めた。しかし、出場機会を得ることが出来なかった。2007年下旬、ベネズエラ2部のミネルベン・ボリバルFC（en）と契約した。ミネルベンでは、最終節のUCV FC（en）戦（2-0）で2得点を挙げて1部昇格に貢献 し、また、チーム最多の13得点を記録する活躍を見せた。
ミネルベンから再度2部のバランキヤと契約し、14得点を挙げて見事得点王となった と、トップチームにあたるアトレティコ・ジュニオールに引きぬかれ、2009年2月のデポルティーボ・パスト（en）戦（2-0）で22歳にしてようやく1部初出場を飾り、途中出場ながら2得点を挙げた。その後、ジュニオールではテオフィロ・グティエレスと強力な前線を形成して得点を量産していき、同年のコパ・コロンビアで11得点を挙げて得点王となった。翌年の前期リーグでは、ラ・エキダ（en）との決勝第2戦で先制点と決勝点の2得点を挙げて優勝に導き、さらに、合計12得点でラ・エキダのカルロス・レンテリア（en）と共に得点王のタイトルを獲得した。また、同年にはコロンビア代表デビューを果たす等、充実したシーズンを過ごしているバッカに対して、チリ1部のCSDコロコロ やイタリア1部のACキエーヴォ・ヴェローナ から関心を寄せられていた。しかし、キエーヴォには同胞のフェルナンド・ウリベ（en）が選択されたため、移籍の噂は消滅した。
3年目の2011年シーズンも変わらず得点を量産していくと、6月にアルゼンチン1部のボカ・ジュニアーズ、同胞のジョヴァンニ・モレノと元同僚のテオフィロ・グティエレスが在籍するラシン・クラブから期限付き移籍でのオファーがなされた。そんな中、7月にはロシア1部のFCロコモティフ・モスクワと合意間近と報じられた。しかし、最終的にフェリペ・カイセドが選ばれたために破談となり、完全移籍のみを望んでいたクラブ事情もあり残留することとなった。失意の破談となったものの、同年のコパ・コロンビアで2度目の得点王になる などの活躍でチームを牽引し、オンセ・カルダスとのリーグ決勝第1戦（3-2）ではペナルティーキックからキャリア通算100得点目、101得点目となる2得点を挙げて勝利に貢献した。続く第2戦では1-2で敗れたものの、2試合合計4-4の末にPK戦で優勝を飾り、また、同試合でも得点を挙げたことにより再度リーグ得点王に輝いた。

#### クラブ・ブルッヘ

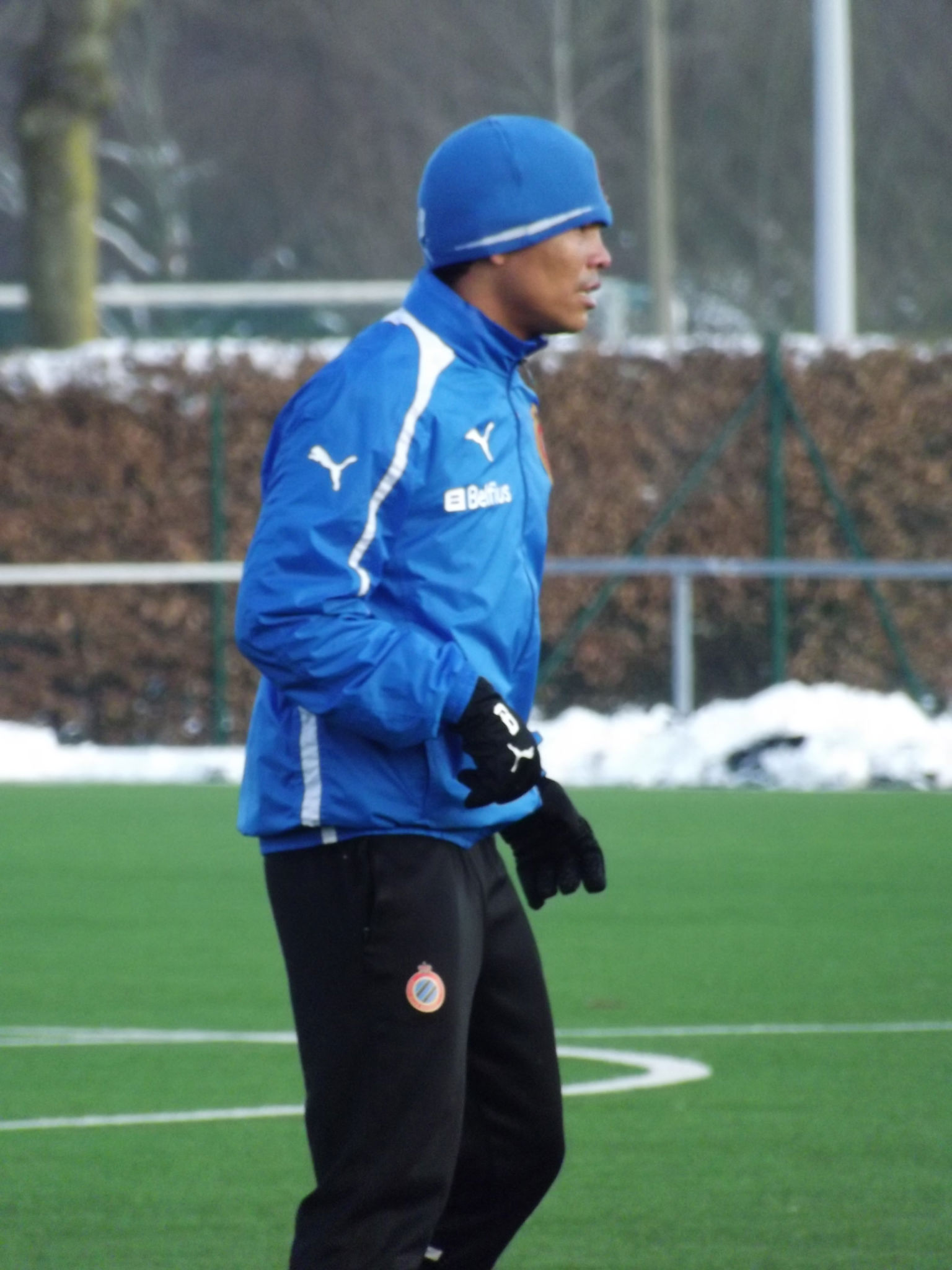
2013年初旬、クラブ・ブルッヘでのバッカ

2012年1月に移籍金150万ユーロでベルギー1部のクラブ・ブルッヘと3年契約を締結。21日のKVメヘレン戦（0-1）でリオル・ラファエロフと交代で68分から初出場を飾ったバッカは、なかなか馴染めずに定着するまで最初の3ヶ月は苦労したが、4月15日にヨーロッパリーグプレーオフのKAAヘント戦（1-3）で初得点を記録 し、KVコルトレイク（3-2）戦では2得点を挙げてUEFAヨーロッパリーグ 2012-13出場権獲得に貢献した。
2012-13シーズン開幕前にHSVフークとの親善試合（7-4）でハットトリックを挙げた ことやジョセフ・アクパラが移籍したことがジョルジュ・レーケンス新監督の信頼に繋がって先発での出場機会を増やし、序盤戦から得点を量産していった。12月の時点で16試合16得点という得点率を有するバッカに対し、ロシア、トルコ、スペインといった欧州の複数クラブからオファーが届いたことにより、1月7日に冬の移籍市場でブルッヘ退団の意思を表明した。しかし、それから2週間後に契約を2016年までに延長した ことでシーズン終了までチームに残留することとなったが、その後も変わらず活躍していくと、ベルギー・プロフェッショナル・フットボール・アワードの候補に選出され、それから6日後に同僚のマクシム・レスティエンヌ、ディウメルシ・ムボカニ、ウィリアム・ヴァンクール（en）、イェレ・ヴォセンを抑えて最優秀選手を受賞した。また、19日に最終節のKRCヘンク（1-0）でも得点を挙げ、25得点で得点王となった。

#### セビージャFC
2013年7月10日にアルバロ・ネグレドの後釜候補の1人として移籍金700万ユーロでスペイン1部のセビージャFCと5年契約を締結。7月26日に親善試合大会であるコパ・ユーロアメリカーナのバルセロナSC戦（3-1）で初得点、8月1日にUEFAヨーロッパリーグ 2013-14予選3回戦のFKムラドスト・ポドゴリツァ戦（3-0）で公式戦初得点を記録した。8月18日のアトレティコ・マドリード戦（1-3）でリーグ初出場を飾り、9月25日のレアル・バジャドリード戦（4-1）で初得点含め2得点を挙げた。

#### ACミラン
2015年7月、セビージャはバッカがイタリア・セリエAのACミランに移籍金3000万ユーロで移籍することを発表。背番号は70番。2015年8月29日のエンポリFC戦でセリエA初得点を記録し、2015-16シーズンには全38試合に出場し得点ランキング3位となる18得点を挙げた。

#### ビジャレアルCF
2017年8月16日、ビジャレアルCFに買取オプション付きのレンタルで移籍した。4日後のレバンテ戦でリーグ戦初出場を飾り、9月10日のレアル・ベティス戦で移籍後リーグ戦初得点を記録した。また、31節のアスレティック・ビルバオとの試合からセルタ・デ・ビーゴ戦のハットトリックを含む4試合連続ゴールを決め、チームの5位フィニッシュ並びにEL出場権獲得に大きく貢献した。
2018年8月17日、ビジャレアルCFに4年契約で完全移籍した。

#### グラナダCF
2021年7月13日、グラナダCFと契約した。

#### アトレティコ・ジュニオール
2022年7月12日、古巣のアトレティコ・ジュニオールに約10年半ぶりに復帰した。

### 代表
2010年8月11日にボリビアとの親善試合でエルナン・ダリオ・ゴメス（en）監督の下でコロンビア代表初出場および初得点を記録。以降は代表から遠ざかっていたが、2012年10月4日にホセ・ペケルマン監督によって招集され、16日のカメルーン戦で出場2試合目にして2得点目を記録した。

## 個人成績

### クラブ
2019年5月20日現在
| クラブ                     | シーズン | リーグ | リーグ | カップ | カップ | リーグカップ | リーグカップ | その他 | その他 | 期間通算 | 期間通算 |
| クラブ                     | シーズン | 出場   | 得点   | 出場   | 得点   | 出場         | 得点         | 出場   | 得点   | 出場     | 得点     |
| -------------------------- | -------- | ------ | ------ | ------ | ------ | ------------ | ------------ | ------ | ------ | -------- | -------- |
| バランキージャFC           | 2006     | 27     | 12     | 0      | 0      | 0            | 0            | 0      | 0      | 27       | 12       |
| ミネルベン・ボリバルFC     | 2007     | 29     | 12     | 0      | 0      | 0            | 0            | 0      | 0      | 29       | 12       |
| バランキージャFC           | 2008     | 19     | 14     | 0      | 0      | 0            | 0            | 0      | 0      | 19       | 14       |
| バランキージャFC           | 通算     | 75     | 38     | 0      | 0      | 0            | 0            | 0      | 0      | 75       | 38       |
| アトレティコ・ジュニオール | 2009     | 29     | 12     | 12     | 11     | 0            | 0            | 0      | 0      | 41       | 23       |
| アトレティコ・ジュニオール | 2010     | 32     | 18     | 0      | 0      | 2            | 0            | 0      | 0      | 34       | 18       |
| アトレティコ・ジュニオール | 2011     | 36     | 20     | 11     | 8      | 8            | 4            | 0      | 0      | 55       | 32       |
| アトレティコ・ジュニオール | 通算     | 97     | 50     | 23     | 19     | 10           | 4            | 0      | 0      | 130      | 73       |
| クラブ・ブルッヘ           | 2011-12  | 10     | 3      | 0      | 0      | 0            | 0            | 0      | 0      | 10       | 3        |
| クラブ・ブルッヘ           | 2012-13  | 35     | 25     | 2      | 0      | 7            | 3            | 0      | 0      | 44       | 28       |
| クラブ・ブルッヘ           | 通算     | 45     | 28     | 2      | 0      | 7            | 3            | 0      | 0      | 54       | 31       |
| セビージャFC               | 2013-14  | 35     | 14     | 1      | 0      | 16           | 7            | 0      | 0      | 52       | 21       |
| セビージャFC               | 2014-15  | 37     | 20     | 3      | 1      | 15           | 7            | 1      | 0      | 56       | 28       |
| セビージャFC               | 通算     | 72     | 34     | 4      | 1      | 31           | 14           | 1      | 0      | 108      | 49       |
| ACミラン                   | 2015-16  | 38     | 18     | 5      | 2      | 0            | 0            | 0      | 0      | 43       | 20       |
| ACミラン                   | 2016-17  | 31     | 13     | 1      | 1      | 0            | 0            | 1      | 0      | 33       | 14       |
| ACミラン                   | 通算     | 69     | 31     | 6      | 3      | 0            | 0            | 1      | 0      | 76       | 34       |
| ビジャレアルCF (loan)      | 2017-18  | 35     | 15     | 3      | 1      | 6            | 2            | 0      | 0      | 44       | 18       |
| ビジャレアルCF             | 2018-19  | 33     | 6      | 3      | 3      | 0            | 0            | 7      | 2      | 43       | 11       |
| ビジャレアルCF             | 通算     | 68     | 21     | 6      | 4      | 6            | 2            | 7      | 2      | 87       | 29       |
| 総通算                     | 総通算   | 426    | 201    | 41     | 27     | 54           | 23           | 9      | 2      | 530      | 253      |

## 代表歴

### 出場大会
- コロンビア代表
  - 2014 FIFAワールドカップ
  - 2018 FIFAワールドカップ

### 試合数
- 国際Aマッチ 52試合 16得点（2010年-2018年）[42]

| コロンビア代表 | 国際Aマッチ | 国際Aマッチ |
| 年             | 出場        | 得点        |
| -------------- | ----------- | ----------- |
| 2010           | 1           | 1           |
| 2011           | 0           | 0           |
| 2012           | 1           | 1           |
| 2013           | 6           | 0           |
| 2014           | 7           | 4           |
| 2015           | 10          | 2           |
| 2016           | 13          | 5           |
| 2017           | 5           | 1           |
| 2018           | 9           | 2           |
| 通算           | 52          | 16          |

### 得点
| #  | 開催日         | 開催地                                                           | 対戦国         | スコア | 結果 | 大会                              |
| -- | -------------- | ---------------------------------------------------------------- | -------------- | ------ | ---- | --------------------------------- |
| 1  | 2010年8月11日  | ラパス、エスタディオ・エルナンド・シレス                         | ボリビア       | 0–1    | 1–1  | 親善試合                          |
| 2  | 2012年10月17日 | バランキヤ、エスタディオ・メトロポリターノ・ロベルト・メレンデス | カメルーン     | 2–0    | 3–0  | 親善試合                          |
| 3  | 2014年5月31日  | ブエノスアイレス、エスタディオ・ペドロ・ビデガイン               | セネガル       | 2–0    | 2–2  | 親善試合                          |
| 4  | 2014年10月10日 | ハリソン、レッドブル・アリーナ                                   | エルサルバドル | 2–0    | 3–0  | 親善試合                          |
| 5  | 2014年10月10日 | ハリソン、レッドブル・アリーナ                                   | エルサルバドル | 3–0    | 3–0  | 親善試合                          |
| 6  | 2014年11月14日 | ロンドン、クレイヴン・コテージ                                   | アメリカ合衆国 | 1– 1   | 2–1  | 親善試合                          |
| 7  | 2015年3月26日  | リファー、バーレーン・ナショナル・スタジアム                     | バハマ         | 0–1    | 0–6  | 親善試合                          |
| 8  | 2015年9月8日   | ハリソン、レッドブル・アリーナ                                   | ペルー         | 1–0    | 1–1  | 親善試合                          |
| 9  | 2016年3月24日  | ラパス、エスタディオ・エルナンド・シレス                         | ボリビア       | 0–2    | 2–3  | 2018 FIFAワールドカップ・南米予選 |
| 10 | 2016年3月29日  | バランキヤ、エスタディオ・メトロポリターノ・ロベルト・メレンデス | エクアドル     | 1–0    | 3–1  | 2018 FIFAワールドカップ・南米予選 |
| 11 | 2016年3月29日  | バランキヤ、エスタディオ・メトロポリターノ・ロベルト・メレンデス | エクアドル     | 3–0    | 3–1  | 2018 FIFAワールドカップ・南米予選 |
| 12 | 2016年6月7日   | パサデナ、ローズ・ボウル                                         | パラグアイ     | 1–0    | 2–1  | コパ・アメリカ・センテナリオ      |
| 13 | 2016年6月25日  | グレンデール、ユニバーシティ・オブ・フェニックス・スタジアム     | アメリカ合衆国 | 0–1    | 0–1  | コパ・アメリカ・センテナリオ      |
| 14 | 2017年11月14日 | 重慶市、重慶市奥林匹克体育中心                                   | 中国           | 0–2    | 0–4  | 親善試合                          |
| 15 | 2018年10月11日 | レイモンド・ジェームス・スタジアム                               | アメリカ合衆国 | 2-2    | 2-4  | 親善試合                          |
| 16 | 2018年10月16日 | ハリソン、レッドブル・アリーナ                                   | コスタリカ     | 1-0    | 3-1  | 親善試合                          |

## タイトル

### クラブ
アトレティコ・ジュニオール
- コロンビア・プロサッカーリーグ : 2010A, 2011F

セビージャFC
- UEFAヨーロッパリーグ : 2013-14, 2014-15

ACミラン
- スーペルコッパ・イタリアーナ : 2016

ビジャレアル
- UEFAヨーロッパリーグ：1回（2020-21）

### 個人
- コロンビア・プロサッカーリーグ得点王 :  2010A, 2011F
- カテゴリア・プリメーラB得点王 : 2008F
- コパ・コロンビア得点王 : 2009, 2011
- ジュピラーリーグ得点王 : 2012-13
- ベルギー・プロフェッショナル・フットボール・アワード : 2012-13